# Люлимвор
Люлимвор — возвышенность на территории Ханты-Мансийского автономного округа.

## География
Расположена на северо-востоке Западно-Сибирской равнины и является её самой высокой точкой — 301—307 метров. Часть Северо-Сосьвинской возвышенности. Находится вблизи Сосьвы, напротив устья реки Ляпин, впадающей в Северную Сосьву, которая по правому берегу излучиной окружает Люлимвор с запада на восток. На возвышенности берёт начало река Конда, протекает Малая Сосьва и другие реки, расположены озёра Сыгтур, Симриньтур и другие.
Более 50 % территории возвышенности покрыто лесом.